# Chapelle Notre-Dame-de-Bonne-Nouvelle de Locmaria
La chapelle de Locmaria est située Rue de la Côte au bourg de la commune de Nostang dans le Morbihan.

## Historique
La chapelle de Locmaria fait l’objet d’un classement au titre des monuments historiques depuis le 29 avril 2005.

## La fresque "des trois morts et des trois vifs"
La fresque qui date du XVe siècle représente trois morts sortant des tombes et s'adressant à trois cavaliers pour les mettre en garde :
- Les trois vifs :

 « Nous sommes en gloire et honneur. 

 Remplis de tous biens et chevance. 

 Au monde, mettons notre cœur. 

 En y prenant notre plaisance.  »
- Les trois morts :

 « Nous avons bien esté en chance.

 Comme vous estes présent. 

 Mais vous viendrez à notre danse. 

Comme nous sommes maintenant. ».
Seuls les trois morts sont encore visibles, car la fresque est très dégradée.